# Oradour (Cantal)
Pour les articles homonymes, voir Oradour.
Oradour est une ancienne commune française, située dans le département du Cantal en région Auvergne-Rhône-Alpes. Elle a fusionné le 1er janvier 2017 avec les communes de Lavastrie, Neuvéglise et Sériers pour constituer la commune nouvelle de Neuvéglise-sur-Truyère.

## Géographie
La commune d’Oradour s’étend sur 3 377 ha à une altitude moyenne de 940 m.

### Une commune très étendue
Le "bas" de la commune d'Oradour se situe à l'est au contact de la Truyère et du lac artificiel de Sarrans. L'altitude varie suivant la hauteur des eaux du barrage (au plus bas 620 mètres). Les coteaux de la Truyère sont escarpés et recouvert de chênes qui, bien que petits, sont parfois centenaires. Le sol superficiel est très pauvre, acide, sablonneux et granitique. Le paysage, bien que fermé par les flancs de la vallée de la Truyére assez étroite, est sauvage et souvent très calme. Quelques traces d'activité humaine subsistent en particulier les vestiges de la ferme qui occupait autrefois la "plaine" du fond de vallée aujourd'hui noyé sous les eaux du barrage de Sarrans. Quelques cabanes de pêcheurs abritent les barques et le petit nécessaire aux journées tranquilles au bord de l'eau.

Autrefois, pour traverser la Truyère, on faisait appel au nautonier et à sa barque, la nau. Le Bac du chemin de Chaudes Aigues à Oradour était installé non loin de l'embouchure de l'Epi sur la Truyère, à Malineu. Pour traverser les gens d'Oradour appelaient la ferme de Malineu située sur l'autre rive, quelqu'un venait alors les faire traverser avec la nau. Plus bas au niveau des vestiges du château de Balbec et de l'embouchure du ruisseau de Benne était le bac du chemin d'Oradour à Espinasse. 
À partir de décembre 1933, l'achèvement du barrage de Sarrans et la mise en eau de la vallée ont englouti ces passages. Lors du terrible hiver de 1956, le lac était tellement gelé qu'une paire de bœuf pouvait alors le traverser sur la glace épaisse qui le recouvrait.

### Les moulins des gorges de l'Épie
Ce dernier est un affluent de la Truyère sur le flanc est et nord de la commune d'Oradour et marque la limite avec la commune de Neuvéglise. Les communes ayant fusionné, la passerelle de Malineu a été refaite à neuf ce qui permet aujourd'hui de relier les deux villages à pied ou en VTT.  Ce ruisseau a creusé des gorges parfois inaccessibles à pied sec. Malgré tout, et en raison de son débit régulier et suffisamment important, deux moulins (moulin de Mitrou) s'étaient installés à son bord. Les habitants d'Oradour et des villages voisins y descendaient leurs blés et seigles avec un attelage de vaches et remontaient la farine pour la famille et le son pour nourrir les porcs. On peut encore voir les murs et les prises d'eau qui alimentaient les moulins.
Les gorges de l'Épi sont très sauvages, difficiles d'accès. Truites et écrevisses y sont nombreuses. Il semble que la genette soit aussi présente.

### Faune et flore
Au sortir des coteaux de la Truyére, on débouche au lieu-dit la Gazelle. Situé à 800 mètres d'altitude, ce plateau sableux aux terres encore bien pauvres abrite le genêt qui dispute sa place aux fougères et aux bouleaux. C'est le royaume des biches et des chevreuils, sans que l'on sache pour autant si la présence des cervidés est à l'origine de l'appellation de ce lieu-dit.

Le brame du cerf est immanquable à l'automne et un bon affût sera à coup sûr récompensé par l'observation de beaux spécimens et du spectacle unique des combats entre grands mâles. On y accède facilement depuis les villages de Mons ou de Metges.

### Géologie
En remontant vers Oradour, la nature du sol change soudainement. On passe en terrain volcanique. Là se sont arrêtées les coulées de laves venant du plomb du Cantal. La terre s'assombrit, est beaucoup plus riche en humus et en argile. Le sable et le sol primaire ont été ensevelis par la lave.
C'est à ce niveau que les villages de Lavergne, Oradour, Sanègre se sont installés, attirés sans doute par les nombreuses sources qui jaillissent sous les coulées de laves et par une bonne exposition. Le paysage est constitué de prairies, de cultures de céréales et de bois de pin, chênes ou fayards et de frênes le long des limites des parcelles.
L'altitude s'élève jusqu'à des promontoires (le Cheylas qui surplombe la ferme de Chabane, l'Isounelle au-dessus de la ferme de Bonesstrade…). Ces points hauts (1 050 mètres) laissent apparaître le basalte et offrent des points de vue uniques sur la vallée de la Truyère et au-delà sur les départements de la Lozère et de l'Aveyron, en particulier l'Aubrac.
Le paysage évolue, et la végétation également, avec une présence marquée du frêne partout présent autour des limites des parcelles. Plusieurs zones humides plus ou moins exploitées sont ici présentes, alimentées par de nombreuses sources d'eau très pure.

### Situation géographique
Le haut de la commune se situe au-dessus du village de Fressinet à 1 159 mètres d'altitude au Puy Renel. 
Au nord, la Planèze de Saint-Flour ; à l'est, la Margeride ; la vallée de la Truyère, au sud et l'Aveyron et l'Aubrac à l'ouest et le Pays de Pierrefort.

## Toponymie
- Oratorium : 1131
- Orador : XIVe siècle
- Oratorium Sancte Marie : 1445
- Oradour : 1595
- Auradour : 1596
- Esglise d’Aurodour : 1618
- Ouradou : 1681

L'origine du nom d'Oradour est l'occitan orador « lieu où l'on prie, chapelle » issu de l'occitano-roman ORATOR[IU], lui-même du latin d'église oratorium qui signifie « oratoire »,.
Il a pour correspondant l'ancien français oreor (amuïssement régulier du [t] > [d] intervocalique contrairement à l'occitan) qui explique les toponymes de langue d'oïl du type le Loroux, le Loreur, etc.

## Histoire
Oradour vient du mot « Oratoire ». Où se situe cet oratoire à l'origine du nom de la commune ?
Oradour, du latin oratorium, semble avoir un très lointain passé. Oradour, Oratoire, pouvait être un lieu de prière, un centre où, à un moment donné, les druides pratiquaient leur culte.
Au cours de la guerre de Cent Ans, Oradour fut à plusieurs reprises pillée et incendiée par les bandes anglaises auxquelles les habitants résistèrent avec courage, relevant toujours leurs maisons détruites au cours des combats.
Plus tard, au XVIe siècle, ce fut au tour des huguenots d’être menaçants. Ils assiégèrent et mirent à mal le bourg d’Oradour, sans pouvoir s’emparer de son église érigée par ses chanoines en forteresse. Avec ses tours, ses créneaux, ses mâchicoulis, ses meurtrières, son clocher-beffroi, l’église d’Oradour entourée de fossés, de fortifications, de murs d’enceinte, put résister victorieusement aux assauts des Huguenots. Ses chanoines, prudents, avaient même prévu des communications avec l’extérieur par un souterrain dont le départ se trouvait caché sous la chaire actuelle. C’est au cours de ces combats entre religionnaires et catholiques que la peste se répandit.
La présence de pestiférés dans un village était redoutée. C'est ainsi que le hameau de Bennes fut frappé par ce fléau. Terrorisés, les habitants de Sainte Marie, commune à laquelle était rattaché Bennes, refusèrent d'enterrer les pestiférés ce qu'Oradour accepta. Reconnaissants, les habitants de Bennes demandèrent alors leur rattachement à la commune d'Oradour. L'histoire explique cette anomalie géographique que représente la présence de cet appendice dans le territoire sud-ouest de la commune.
Un projet de fusion avec les communes de Neuvéglise, Seriers et Lavastrie pour créer une commune nouvelle appelée Neuvéglise sur Truyère à compter du 1er janvier 2017 a été approuvé par les 4 conseils municipaux le 11 juin 2016.
Les habitants d'Oradour s'appellent les "Amourous", ce petit nom n'est pas officiel.  

## Politique et administration
| Période      | Période  | Identité         | Étiquette | Qualité                                                                                       |
| ------------ | -------- | ---------------- | --------- | --------------------------------------------------------------------------------------------- |
| janvier 2017 | mai 2020 | Thierry Anglade  | DVD       | Artisan                                                                                       |
| mai 2020     | En cours | Céline Charriaud | SE        | maire de Neuvéglise-sur-Truyère conseillère départementale (canton de Neuvéglise-sur-Truyère) |

Le premier maire d’Oradour, appelé alors « agent municipal », date du temps de la Révolution. Ce premier maire fut un prêtre-curé assermenté du nom de Bertrand Pichot. Il exerça ses fonctions administratives à partir du 18 novembre 1792, en même temps que son ministère sacerdotal.
| Période                                  | Période       | Identité        | Étiquette | Qualité |
| ---------------------------------------- | ------------- | --------------- | --------- | ------- |
| Les données manquantes sont à compléter. |               |                 |           |         |
| mars 1952                                | mars 1966     | De Lastic       |           |         |
| mars 1966                                | mars 1983     | Lucien Pons     |           |         |
| mars 1983                                | mars 2001     | René Therond    |           |         |
| mars 2001                                | mars 2008     | Jean Pradel     |           |         |
| mars 2008                                | avril 2014    | Robert Falet    |           |         |
| avril 2014                               | décembre 2016 | Thierry Anglade | DVD       | Artisan |

## Population et société

### Démographie
En 1700, Oradour comptait 1300 habitants environ et possédait un chirurgien, un avocat, un lieutenant de justice.

L'évolution du nombre d'habitants est connue à travers les recensements de la population effectués dans la commune depuis 1793. À partir du 1er janvier 2009, les populations légales des communes sont publiées annuellement dans le cadre d'un recensement qui repose désormais sur une collecte d'information annuelle, concernant successivement tous les territoires communaux au cours d'une période de cinq ans. 
Pour les communes de moins de 10 000 habitants, une enquête de recensement portant sur toute la population est réalisée tous les cinq ans, les populations légales des années intermédiaires étant quant à elles estimées par interpolation ou extrapolation. Pour la commune, le premier recensement exhaustif entrant dans le cadre du nouveau dispositif a été réalisé en 2004,.
En 2014, la commune comptait 244 habitants, en évolution de −13,48 % par rapport à 2009 (Cantal : −1,19 %, France hors Mayotte : +2,49 %).
| 1793 | 1800  | 1806  | 1821  | 1831  | 1836  | 1841  | 1846  | 1851  |
| ---- | ----- | ----- | ----- | ----- | ----- | ----- | ----- | ----- |
| 900  | 1 420 | 1 429 | 1 391 | 1 240 | 1 365 | 1 220 | 1 389 | 1 057 |

| 1856 | 1861 | 1866 | 1872 | 1876 | 1881 | 1886 | 1891 | 1896 |
| ---- | ---- | ---- | ---- | ---- | ---- | ---- | ---- | ---- |
| 990  | 987  | 967  | 948  | 912  | 903  | 955  | 890  | 902  |

| 1901 | 1906 | 1911 | 1921 | 1926 | 1931 | 1936 | 1946 | 1954 |
| ---- | ---- | ---- | ---- | ---- | ---- | ---- | ---- | ---- |
| 865  | 847  | 784  | 713  | 683  | 703  | 675  | 698  | 630  |

| 1962 | 1968 | 1975 | 1982 | 1990 | 1999 | 2004 | 2009 | 2014 |
| ---- | ---- | ---- | ---- | ---- | ---- | ---- | ---- | ---- |
| 548  | 481  | 434  | 342  | 302  | 299  | 323  | 282  | 244  |

### Manifestations et festivités
- Fête touristique le 3e samedi de juillet

- Repas des estivants le 3e samedi d’août

- Fête patronale le 1er week-end de septembre et de nombreuses soirées tout au long de l’année

Vie associative
5 associations actives participent à l’animation de la commune :
- le Comité des fêtes (organisation de festivités)
- les Danseurs du Cheyla (animation autour des danses traditionnelles)
- le Club du 3e âge
- l’Association des parents d’élèves
- la Société de chasse

## Économie
Les services
École à classe unique (2010-2011 : 15 élèves)
·	Bibliothèque
·	Service de portage de repas à domicile, service de soins à domicile attachés à la Maison de retraite de Pierrefort.
·	Service de transport à la demande organisé par la Communauté de communes du Pays de Pierrefort le mercredi matin
·	Collecte des ordures ménagères et du tri sélectif organisée par la Communauté de communes du Pays de Pierrefort
·	Commerçants ambulants (boulanger, boucher, épicier, primeur).
Les artisans
Deux artisans sont installés sur la commune d’Oradour, un électricien et une entreprise de travaux publics.
L'agriculture
C'était et c'est encore aujourd'hui la principale activité économique de la commune. En à peine un siècle et comme partout en France, nous sommes passés d'une activité de subsistance en autarcie à une activité de production et «d'exportation» des productions de lait et de viande bovine en dehors de la commune. En 2010 la commune compte encore 34 exploitations et 60 actifs qui exploitent 2 312 hectares pour nourrir 1 255 vaches. Seulement six producteurs livrent leur lait à la coopérative de Pierrefort ou à la laiterie de Cézens alors que dans les années soixante le seul bourg d'Oradour comptait 20 fermes qui livraient leur lait à la coopérative laitière de la commune.
Les autres agriculteurs élèvent des vaches allaitantes pour la plupart en race aubrac qui produisent des broutards vendus aux engraisseurs italiens. Une exploitation produit d'excellents fromages de chèvre. 
Un paysage patiemment façonné
Après l'arrivée des moines sur la commune d'Oradour, le défrichage de la forêt s'amorce, les fermes s'installent, les villages s'organisent. Les chemins de communication entre les villages se créent.
Les paysans retournent la terre, extraient patiemment les pierres et cailloux qui poussent avec générosité. Comme l'Auvergnat est radin, il utilise cette ressource abondante et durable : 

pour construire sa maison et son étable 

pour réaliser des murs qui servent de clôture entre les parcelles  

pour « ferrer », c'est-à-dire paver les chemins d'accès aux parcelles ou aux autres villages 
Les paysans sont maîtres dans l'art d'assembler les pierres sèches (sans utilisation d'aucun liant ni mortier) 
 
pour réaliser des drainages afin d'assainir les zones humides.
Ainsi l'agriculture a patiemment, génération après génération, marqué de son empreinte le paysage de la commune et son architecture en particulier dans les petits villages où elle était la seule activité.

## Culture locale et patrimoine

### Lieux et monuments

#### Église
Des documents nous apprennent que l’église d’Oradour existait déjà en 1053 ; à cette époque, André Jurguet et Amblard de Brezons en avaient fait don au prieuré de Saint-Flour (Felgère dixit)
Elle devint ensuite la propriété de l’évêque de Clermont, qui la donna à son tour en 1138 à l’abbaye de Sauxillanges (près d’Issoire).
Ce n’est qu’au XIVe siècle que l’église d’Oradour passa sous la juridiction de l’évêché de Saint-Flour.
Durant la guerre de Cent Ans puis pendant le siège des huguenots, l’église romane a beaucoup souffert bien qu’elle ait été à cette époque érigée par ses chanoines en forteresse avec ses tours, ses créneaux, ses mâchicoulis, ses meurtrières, son clocher-beffroi, entourée de fossés, de fortifications, et de murs d’enceinte.
Au cours des XVIIe et XVIIIe siècles, on profita de périodes plus calmes pour relever l’église de ses ruines. Le style gothique fut alors employé pour les réparations ou reconstructions. C’est ainsi que l’abside en cul-de-four roman fut transformée en chœur gothique. Elle perd son aspect de forteresse, et une des tours est transformée en clocher, l’autre est rasée. Il reste aujourd’hui encore des traces de meurtrières.
En 1810, ce clocher est entièrement restauré sous Napoléon Ier. Il montre toujours sur son fronton l’aigle impérial surmonté de la couronne. Le clocher mesure 32 mètres de la base au sommet.
Une nouvelle réfection de l’église eut lieu durant l’été 1867. Les décombres de la vieille église, les restes et les pierres tumulaires trouvées autour ont été transportés à l’actuel cimetière. Pendant ces travaux, c'est-à-dire pendant 3 mois, on célébrait la messe au communal du Mèze « et le temps fut toujours beau ».
Des 5 cloches primitives, quatre furent fondues à la Révolution. On en fit des sous. Seule la 5e resta sur place jusqu’en 1878, époque où elle fut également fondue et remplacée à la suite d’un coup de cloche trop vigoureux du sonneur qui l’avait fêlée. 
Le maître-autel, la chaire et les fonts baptismaux sont l’œuvre du sculpteur Roche de Chaudes-Aigues (XIXe siècle).
Quant aux vitraux, ils sont une donation du chanoine Alhinc, faite en 1899-1901. Ils ont été entièrement restaurés en 2006. 

#### Tourisme
Le village préhistorique de Bonnestrade
Le bourg d’Oradour et ses villages possèdent de nombreux témoignages de l’architecture rurale locale : l’abreuvoir, le lavoir, le four à pain ou four banal, le métier à ferrer ou travail, les croix…
Sites naturels
- la cascade de Maleval
- la table d’orientation du Cheyla
- le site de la Ribeyre
- la passerelle de Malineux sur l’Epie
- le Puy Rénel

3 sentiers de randonnée permettent de découvrir ces sites :
- les gorges de l’Epie et de la Truyère (PR) (9,5 km - 3 h 15- de 650 m à 921 m d’altitude) à pied ;
- le Puy Rénel (PR) (10 km - 3 h- de 921 m à 1 130 m d’altitude) à pied ou à VTT (facile) ;
- la cascade de Maleval (1 h 30 A/R).

### Héraldique
|  | Les armes de la commune se blasonnent ainsi : De gueules à la croix évidée, cléchée et pommetée d’or de douze pièces (Jean-Yves Brunon) Les armes d’Oradour sont celles de la maison de Toulouse. |